# Dorothy Vernon (Schauspielerin, 1875)

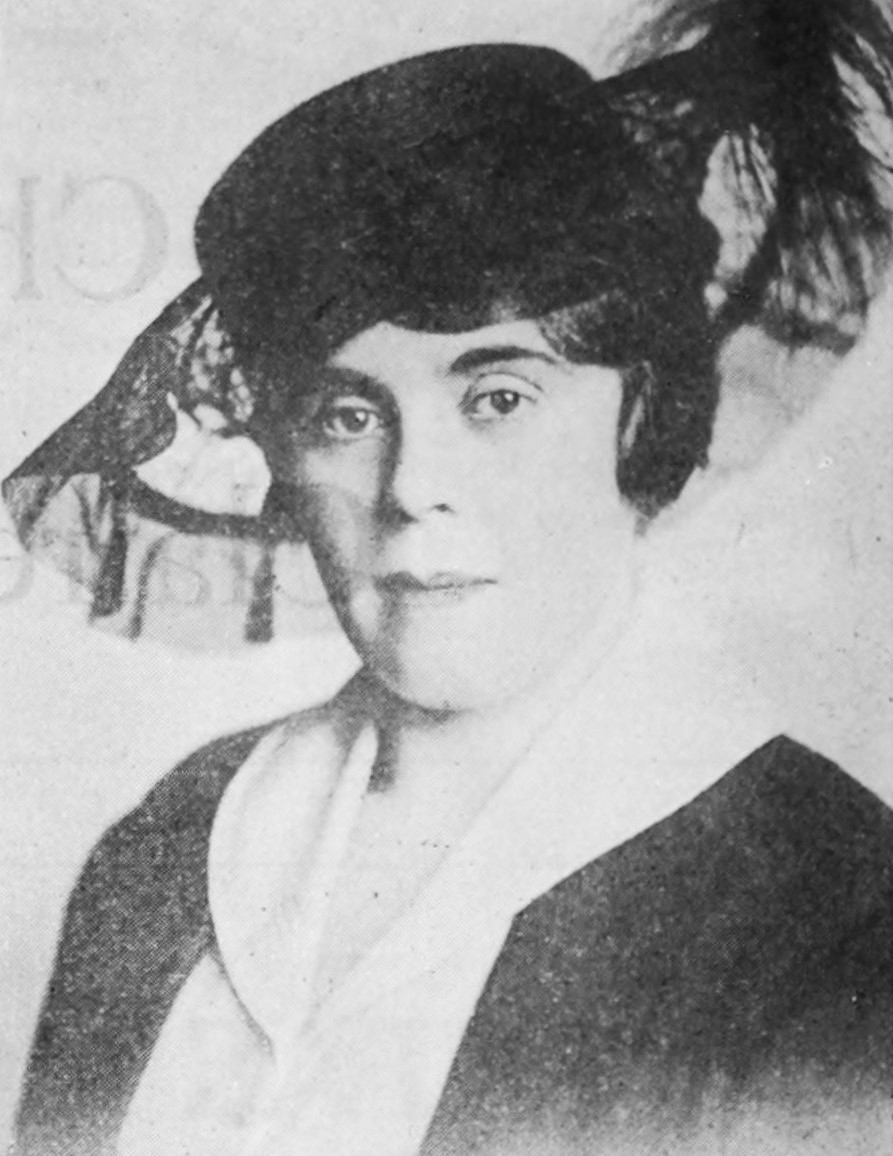
Dorothy Vernon (1919)

Dorothy Vernon (* 11. November 1875 in Norddorf auf Amrum als Dorothea Christine Ahrens; † 28. Oktober 1970 in Granada Hills, Kalifornien) war eine US-amerikanische Schauspielerin mit (nach eigener Aussage) friesischer Herkunft.

## Leben und Werk
Dorothy Vernon wuchs als Tochter des Leuchtturmwärters Philip Ahrens auf Amrum auf. Wann und warum sie in die USA kam, ist unklar; im März 1897 lebte sie aber bereits in den USA. Sie trat ab den 1910er Jahren am Broadway auf. Zusammen mit ihrem Mann trat sie 1919 in einem Kurzfilm von William Campbell auf. Ab dieser Zeit hatte sie mehrere Auftritte in Kurzfilmen, darunter einige von Hal Roach. Unter anderem war sie in mehreren Kurzfilmen der Serie Die kleinen Strolche zu sehen. Auch bei The Three Stooges hatte sie mehrere Kurzfilmauftritte. Dorothy Vernon wurde ein vielbeschäftigte Charakterdarstellerin, die Internet Movie Database listet für sie über 300 Auftritte in Filmen und Fernsehserien auf, darunter Filme wie The Broadway Melody, Im Westen nichts Neues, Frankensteins Braut, San Francisco, Pennies from Heaven, Lebenskünstler, Der große McGinty, Sein oder Nichtsein, Du lebst noch 105 Minuten, Sein Engel mit den zwei Pistolen, Die Erbin, Ein Platz an der Sonne, Die größte Schau der Welt, Kampf der Welten, Die Intriganten oder Pulverdampf und heiße Lieder.
Dorothy Vernon war die Mutter des Stummfilmkomikers Bobby Vernon. Sie war mit dem Schauspieler, Regisseur und späteren Herausgeber der Filmzeitschrift Hollywood Filmograph, Harry Burns, verheiratet, der jedoch nicht der Vater ihres Sohnes war. 1939 starben erst ihr Mann und dann ihr Sohn innerhalb weniger Monate. Sie selbst starb 1970 im Alter von 94 Jahren an Herzversagen. Sie wurde auf dem Hollywood Forever Cemetery beerdigt.

## Filmografie (Auswahl)
- 1919: The Janitor
- 1922: Dr. Jack
- 1924: Lovers’ Lane
- 1925: Dr. Palmers unheimliches Haus (The Monster)
- 1926: The Scarlet Letter
- 1926: Twinkletoes
- 1927: The First Auto
- 1927: Wedding Wows (Kurzfilm)
- 1928: Die Bankräuber von New York (Tenderloin)
- 1928: Es tut sich was in Hollywood (Show People)
- 1929: Zwischen den Seilen (The Shakedown)
- 1929: The Broadway Melody
- 1929: The Vagabond Lover
- 1930: Framed
- 1930: Im Westen nichts Neues (All Quiet on the Western Front)
- 1930: Die Drei von der Feuerwache (Soup to Nuts)
- 1930: Shooting Straight
- 1930: Moby Dick
- 1930: Madam Satan
- 1930: The Costello Case
- 1931: Politics
- 1931: The Montana Kid
- 1931: Street Scene
- 1931: Buster hat nichts zu lachen (Sidewalks of New York)
- 1931: Penrod and Sam
- 1931: Forgotten Women
- 1931: A Private Scandal
- 1932: Der Mann, den sein Gewissen trieb (Broken Lullaby)
- 1932: Mord in der Rue Morgue (Murders in the Rue Morgue)
- 1932: Gesetz und Ordnung (Law and Order)
- 1932: Probation
- 1932: Scandal for Sale
- 1932: Goldfieber (The Rider of Death Valley)
- 1932: State’s Attorney
- 1932: The Tenderfoot
- 1932: Stranger in Town
- 1932: Der schöne Karl (Downstairs)
- 1932: The King Murderer
- 1932: Das Washingtoner Karussell (Washington Merry-Go-Round)
- 1932: Ring frei für die Liebe (Flesh)
- 1932: Penguin Pool Murder
- 1933: Sucker Money
- 1933: Rendez-vous in Wien (Reunion in Vienna)
- 1933: The Nuisance
- 1933: Melody Cruise
- 1933: Ganovenbraut (Hold Your Man)
- 1933: The Big Chance
- 1933: Meine Lippen lügen nicht (My Lips Betray)
- 1933: The Bowery
- 1933: After Tonight
- 1933: Wiegenlied (Cradle Song)
- 1934: You’re Telling Me!
- 1934: Manhattan Melodrama
- 1934: The Key
- 1934: Operator 13
- 1934: Whom the Gods Destroy
- 1934: One Hour Late
- 1934: Zirkus Barnum (The Mighty Barnum)
- 1935: Der FBI-Agent (‘G’ Men)
- 1935: Frankensteins Braut (Bride of Frankenstein)
- 1935: Party Wire
- 1935: Staatsfeind Nr. 1 (Public Hero No. 1)
- 1935: The Farmer Takes a Wife
- 1935: Diamanten-Jim (Diamond Jim)
- 1935: Lerne lieben ohne zu weinen (In Person)
- 1935: Fräulein Wirbelwind (Vagabond Lady)
- 1936: Mordende Augen (The Garden Murder Case)
- 1936: San Francisco
- 1936: Theodora wird wild (Theodora Goes Wild)
- 1936: Pennies from Heaven
- 1936: Career Woman
- 1937: Unter vier Augen (This Is My Affair)
- 1937: High, Wide, and Handsome
- 1937: Heroes of the Alamo
- 1937: Schiffbruch der Seelen (Souls at Sea)
- 1937: Heidi
- 1937: Mr. Moto und der China-Schatz (Thank You, Mr. Moto)
- 1938: I Met My Love Again
- 1938: Das Großmaul (Wide Open Faces)
- 1938: Schule des Verbrechens (Crime School)
- 1938: Lebenskünstler (You Can’t Take It with You)
- 1938: Juvenile Court
- 1938: Thanks for Everything
- 1939: Kettensträfling in Australien (Captain Fury)
- 1939: Geronimo, die Geißel der Prärie (Geronimo)
- 1939: Four Wives
- 1940: I Take This Woman
- 1940: Mein kleiner Gockel (My Little Chickadee)
- 1940: Opened by Mistake
- 1940: Der große McGinty (The Great McGinty)
- 1940: Dritter Finger, linke Hand (Third Finger, Left Hand)
- 1940: Bitter Sweet
- 1940: Der Bankdetektiv (The Bank Dick)
- 1941: Die Falschspielerin (The Lady Eve)
- 1941: Father Takes a Wife
- 1941: Reich wirst du nie (You’ll Never Get Rich)
- 1941: Blutrache (The Corsican Brothers)
- 1941: Bedtime Story
- 1942: Tal des Todes (Valley of the Sun)
- 1942: Sein oder Nichtsein (To Be or Not to Be)
- 1942: The Great Man’s Lady
- 1942: Der große Wurf (The Pride of the Yankees)
- 1942: Musik, Musik (Holiday Inn)
- 1942: Sechs Schicksale (Tales of Manhattan)
- 1942: Der schwarze Vorhang (Street of Chance)
- 1942: Wie ein Alptraum (Nightmare)
- 1942: Silver Queen
- 1943: Keine Zeit für Liebe (No Time for Love)
- 1943: Slightly Dangerous
- 1943: Destroyer
- 1943: The North Star
- 1944: Passport to Destiny
- 1944: Es tanzt die Göttin (Cover Girl)
- 1944: Address Unknown
- 1944: Secret Command
- 1945: Tonight and Every Night
- 1945: Polonaise (A Song to Remember)
- 1945: Incendiary Blonde
- 1945: Liebe in der Wildnis (Dakota)
- 1945: Ein Mann der Tat (San Antonio)
- 1946: Mutterherz (To Each His Own)
- 1946: Der Mann aus Virginia (The Virginian)
- 1946: Tag und Nacht denk’ ich an Dich (Night and Day)
- 1946: Mit Pinsel und Degen (Monsieur Beaucaire)
- 1947: Das Ei und ich (The Egg and I)
- 1947: Mit Gesang geht alles besser (Welcome Stranger)
- 1947: The Romance of Rosy Ridge
- 1947: Eine Göttin auf Erden (Down to Earth)
- 1948: Dieser verrückte Mr. Johns! (The Fuller Brush Man)
- 1948: Der Herr der Silberminen (Silver River)
- 1948: Der Schrecken von Texas (Return of the Bad Men)
- 1948: Du lebst noch 105 Minuten (Sorry, Wrong Number)
- 1948: Geladene Pistolen (Loaded Pistols)
- 1948: Isn’t It Romantic?
- 1948: Tochter der Prärie (Belle Starr’s Daughter)
- 1948: Sein Engel mit den zwei Pistolen (The Paleface)
- 1949: Die sündige Stadt (The Inspector General)
- 1949: Vor verschlossenen Türen (Knock on Any Door)
- 1949: Impact
- 1949: Der Berg des Schreckens (Lust for Gold)
- 1949: Die Erbin (The Heiress)
- 1949: Entscheidung am Fluß (Roseanna McCoy)
- 1949: Der Stachel des Bösen (Beyond the Forest)
- 1949: Die Goldräuber von Tombstone (Bad Men of Tombstone)
- 1949: Die Stadt der rauhen Männer (Fighting Man of the Plains)
- 1950: Father Is a Bachelor
- 1950: Die Farm der Besessenen (The Furies)
- 1950: Die Todesschlucht von Arizona (The Cariboo Trail)
- 1950: Menschen ohne Seele (Union Station)
- 1951: Ein Platz an der Sonne (A Place in the Sun)
- 1951: Rhubarb
- 1951: The Model and the Marriage Broker
- 1951: Strandräuber in Florida (The Barefoot Mailman)
- 1952: Die größte Schau der Welt (The Greatest Show on Earth)
- 1952: Wofür das Leben sich lohnt (Something to Live For)
- 1952: Skandalblatt (Scandal Sheet)
- 1952: Anything Can Happen
- 1953: Kampf der Welten (The War of the Worlds)
- 1953: Gefährtin seines Lebens (The President’s Lady)
- 1953: Du bist so leicht zu lieben (Easy to Love)
- 1954: Drei aus Texas (Three Young Texans)
- 1954: Die Intriganten (Executive Suite)
- 1956: Die Todesschlucht von Laramie (Dakota Incident)
- 1956: Pulverdampf und heiße Lieder (Love Me Tender)
- 1957: Zwei rechnen ab (Gunfight at the O.K. Corral)
- 1957: Herzschlag bis zur Ewigkeit (Jeanne Eagels)
- 1958: Kilometerstein 375 (Thunder Road)